# Rungroj Sawangsri
Rungroj Sawangsri (thailändisch รุ่งโรจน์ สว่างศรี, * 1. August 1981 in Suphanburi) ist ein ehemaliger thailändischer Fußballspieler.

## Karriere

### Verein
Rungroj Sawangsri stand von 1999 bis Mitte 2010 bei Bangkok Glass unter Vertrag. Mit dem Verein spielte er zuletzt in der ersten Liga des Landes, der Thai Premier League. 2010 gewann er mit Bangkok Glass den Singapore Cup. Hier besiegte man die Tampines Rovers aus Singapur mit 1:0. Mitte 2010 wechselte er zum Ligakonkurrenten Bangkok United. Ende der Saison musste er mit dem Verein in die zweite Liga absteigen. 2012 wechselte er wieder in die erste Liga. Hier verpflichtete ihn Chiangrai United aus Chiangrai. Nach der Hinserie ging er wieder nach Bangkok, wo er sich dem Zweitligisten Air Force AVIA anschloss. Ende 2013 feierte er mit der Air Force die Meisterschaft und den Aufstieg in die erste Liga. Mit der Air Force spielte er ein Jahr in der ersten Liga. Am Ende der Saison 2014 musste der Verein wieder den Weg in die Zweitklassigkeit antreten. Für die Air Force absolvierte er acht Erstligaspiele. Nach dem Abstieg beendete er Ende 2014 seine Karriere als Fußballspieler.

### Nationalmannschaft
Rungroj Sawangsri spielte von 2003 bis 2004 elfmal in der thailändischen Nationalmannschaft.

## Erfolge
Bangkok Glass
- Thai Super Cup: 2009
- Singapore Cup: 2010

Air Force AVIA
- Thai Premier League Division 1: 2013  ▲